# Jakubin
Jakubin – kolonia w Polsce położona w województwie podlaskim, w powiecie białostockim, w gminie Gródek.
Według Powszechnego Spisu Ludności z 1921 roku kolonię zamieszkiwało 29 osób, wśród których 3 było wyznania rzymskokatolickiego, 13 prawosławnego a 13 mojżeszowego. Jednocześnie 11 mieszkańców zadeklarowało polską przynależność narodową a 18 białoruską. Było tu 4 budynki mieszkalne.
W latach 1975–1998 miejscowość administracyjnie należała do województwa białostockiego.
Prawosławni mieszkańcy wsi należą do parafii Narodzenia Najświętszej Marii Panny w Gródku.